# Axel Bamba
Axel Bamba (Zurigo, 6 luglio 1999) è un calciatore ivoriano, difensore dell'Ajaccio.

## Carriera
Cresciuto nel settore giovanile del Paris FC, ha esordito in prima squadra l'11 novembre 2017, disputando l'incontro di Coppa di Francia vinto per 0-3 contro lo Stade Ygossais; il 26 ottobre 2018 invece ha esordito in Ligue 2, giocando l'incontro vinto per 0-2 sul campo dell'Auxerre.

## Statistiche

### Presenze e reti nei club
Statistiche aggiornate al 17 maggio 2022.
| Stagione        | Squadra         | Campionato      | Campionato | Campionato | Coppe nazionali | Coppe nazionali | Coppe nazionali | Coppe continentali | Coppe continentali | Coppe continentali | Altre coppe | Altre coppe | Altre coppe | Totale | Totale |
| Stagione        | Squadra         | Comp            | Pres       | Reti       | Comp            | Pres            | Reti            | Comp               | Pres               | Reti               | Comp        | Pres        | Reti        | Pres   | Reti   |
| --------------- | --------------- | --------------- | ---------- | ---------- | --------------- | --------------- | --------------- | ------------------ | ------------------ | ------------------ | ----------- | ----------- | ----------- | ------ | ------ |
| 2016-2017       | Paris FC 2      | CFA2            | 12         | 1          |                 | -               | -               |                    | -                  | -                  |             | -           | -           | 12     | 1      |
| 2017-2018       | Paris FC 2      | N3              | 18         | 1          |                 | -               | -               |                    | -                  | -                  |             | -           | -           | 18     | 1      |
| 2018-2019       | Paris FC 2      | N3              | 14         | 2          |                 | -               | -               |                    | -                  | -                  |             | -           | -           | 14     | 2      |
| dic. 2021       | Paris FC 2      | N3              | 1          | 0          |                 | -               | -               |                    | -                  | -                  |             | -           | -           | 1      | 0      |
| nov. 2017       | Paris FC        | L2              | 0          | 0          | CF+CdL          | 1+0             | 0               |                    | -                  | -                  |             | -           | -           | 1      | 0      |
| 2018-2019       | Paris FC        | L2              | 5          | 0          | CF+CdL          | 1+1             | 0               |                    | -                  | -                  |             | -           | -           | 7      | 0      |
| 2019-2020       | Paris FC        | L2              | 21         | 3          | CF+CdL          | 4+3             | 0               |                    | -                  | -                  |             | -           | -           | 28     | 3      |
| 2020-2021       | Paris FC        | L2              | 34         | 1          | CF              | 2               | 0               |                    | -                  | -                  |             | -           | -           | 36     | 1      |
| 2021-2022       | Paris FC        | L2              | 16         | 0          | CF              | 0               | 0               |                    | -                  | -                  |             | -           | -           | 16     | 0      |
| Totale carriera | Totale carriera | Totale carriera | 121        | 8          |                 | 12              | 0               |                    | -                  | -                  |             | -           | -           | 133    | 8      |